# Olle Eriksson Ek
Olof ”Olle” Eriksson Ek, född 22 juni 1999 i Karlstad, är en svensk ishockeymålvakt som från och med 2025 spelar för IF Björklöven i Allsvenskan.

## Klubbar
- Färjestad BK (som ungdom och junior)
- BIK Karlskoga
- San Diego Gulls
- Tulsa Oilers
- Anaheim Ducks
- Modo Hockey